# Owen Jones (Architekt)

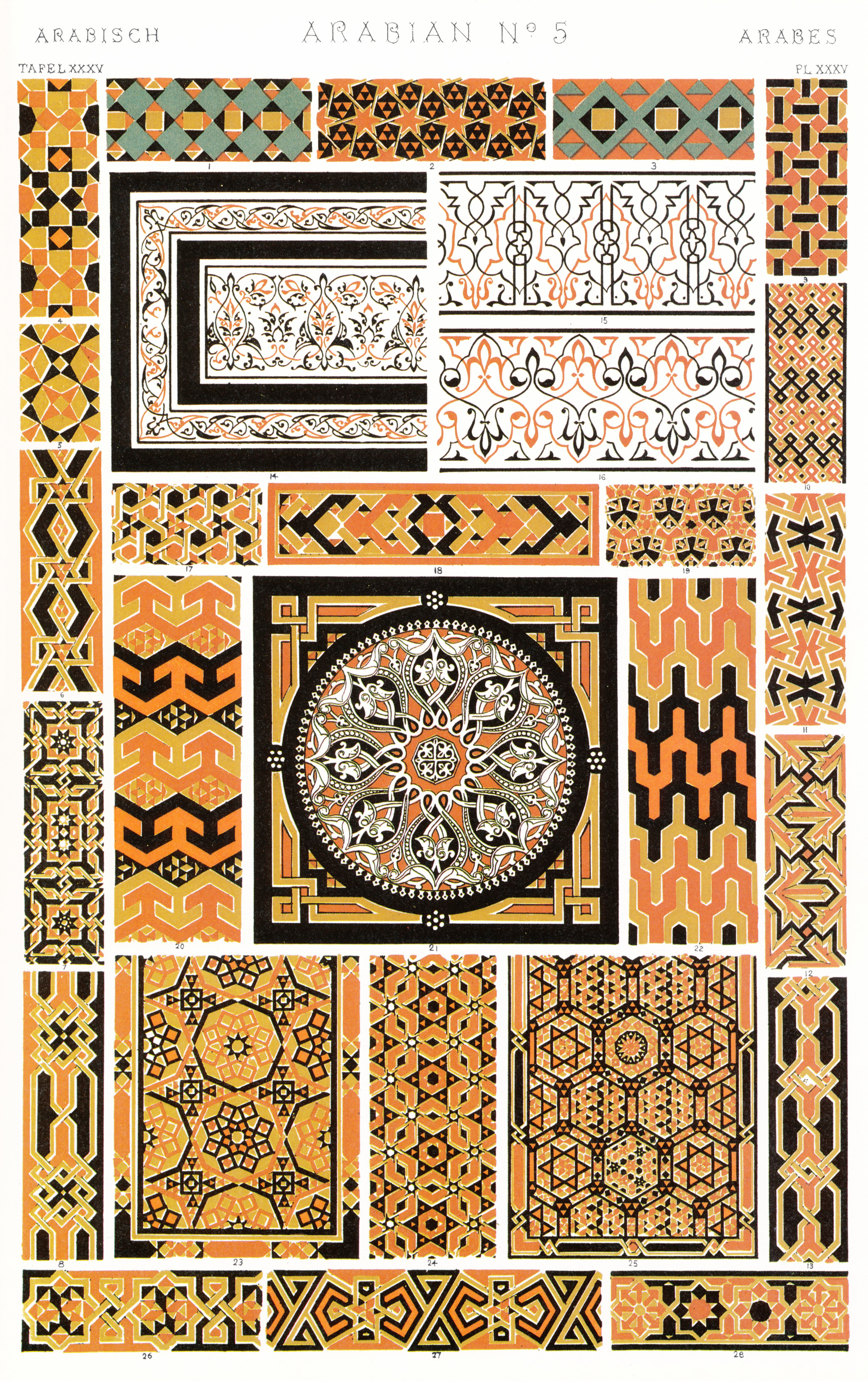
Eine typische Farbtafel aus der Grammer of Ornament

Owen Jones (* 15. Februar 1809 in London; † 19. April 1874 in London) war ein englischer Architekt und Designer.

## Leben
Owen Jones wurde am 15. Februar 1809 als Sohn seines gleichnamigen Vaters, eines wohlhabenden Pelzhändlers und Altertumsforschers, in London geboren. Nach einer sechsjährigen Ausbildung im Architekturbüro von Lewis Vuillamy unternahm er 1832 eine ausgedehnte Reise in den Orient. In Griechenland lernte er den jungen französischen Architekten Jules Goury kennen, mit dem er Ägypten, die Türkei und Spanien bereiste. Zusammen erstellen sie eine umfangreiche Bauaufnahme der Alhambra in Granada, die Jones nach Gourys frühem Tod 1834 an Cholera alleine fertigstellt und 1842 bis 1845 in London in zwei Bänden publizierte (Plans, Elevations and Details of the Alhambra).
Für die Londoner Weltausstellung von 1851 (Great Exhibition) wurde er als „Superintendent of the works of the Exhibition“ für den Crystal Palace engagiert, auch beim Wiederaufbau des Kristallpalastes 1853 in Sydenham war er für dessen Ausgestaltung verantwortlich. In Verbindung mit den Arbeiten an diesem Gebäude befreundete er sich mit Matthew Digby Wyatt.
1856 veröffentlichte er sein einflussreichstes Werk „The Grammar of Ornament“, in welchem er „allgemeine Prinzipien zur Anordnung der Form und der Farbe in der Architektur und den dekorativen Künsten“ aufstellte, die durch 100 farbige Tafeln in Chromolithografie mit Ornamenten aus allen Stilepochen und Kulturen illustriert wurden. Obwohl er sich im Vorwort gegen das gedankenlose Kopieren der Ornamente wandte, wurde sein Werk zu einer gefragten Vorlage für die Schablonenmalerei. Andererseits hat es aber auch William Morris und die Arts-and-Crafts-Bewegung und damit die Erneuerung des Kunsthandwerks in England beeinflusst.
Owen Jones starb am 19. April 1874 in London.
Seine Bedeutung liegt nicht in seinen ausgeführten Bauten, sondern in seinen Schriften über die Alhambra und die Grammatik der Ornamente, die wesentlichen Einfluss auf den Polychromiestreit hatten.

## Werke
- Plans, elevations, sections, and details of the Alhambra, from drawings taken on the spot in 1834 by Jules Goury, and in 1834 and 1837 by Owen Jones. Owen Jones, London 1842, Band 1 – Internet Archive; London 1845, Band 2 – Internet Archive; doi:10.3931/e-rara-9057
- Designs for Mosaic and Tesselated Pavements, London (1842), Digitalisat in der Google-Buchsuche
- Polychromatic Ornament of Italy, London (1845)
- An Attempt to Define the Principles which regulate the Employment of Color in Decorative Arts. London (1852)  Digitalisat in der Google-Buchsuche
- Handbook to the Alhambra Court (1854)
- Grammar of Ornament. Illustrated by Examples from Various Styles of Ornament. One Hundred Folio Plates. London, Day & Son (1856). archive.org
  - Neuausgabe: .... One Hundred and Twelve Plates. 4°, London, Day & Son [1865], urn:nbn:de:bvb:12-bsb10222517-7 = Digitalisat in der Google-Buchsuche
  - Neuausgabe: 4°, London, Bernard Quaritch (1868) Textarchiv – Internet Archive;
  - Deutsche Ausgabe: Grammatik der Ornamente, illustriert mit Mustern von den verschiedenen Stylarten der Ornamente in hundert und zwölf Tafeln, 4°, London, Day & Son, und Leipzig [1865?]. Digitalisat Universität Heidelberg; UB Weimar; ETH Zürich.
- One Thousand and One Initial Letters, London (1864) gutenberg.org (Digitalisat).
- Seven Hundred and Two Monograms, London (1864)
- Examples of Chinese ornament selected from objects in the South Kensington Museum and other collections London, S. & T. Gilbert 1867 archive.org.
- Biographical Memoirs: Owen Jones. In: The Cambro-Briton, 1. September 1819, Volume 1, JSTOR – Internet Archive